# 죽전역 해링턴플레이스더원
죽전역 해링턴플레이스더원(영어: Jukjeon Station Harrington Place The One)은 대한민국 대구광역시 달서구 감삼동에 위치한 아파트다.

## 같이 보기
- 대구광역시의 마천루 목록